# بيت القديسة مرثا

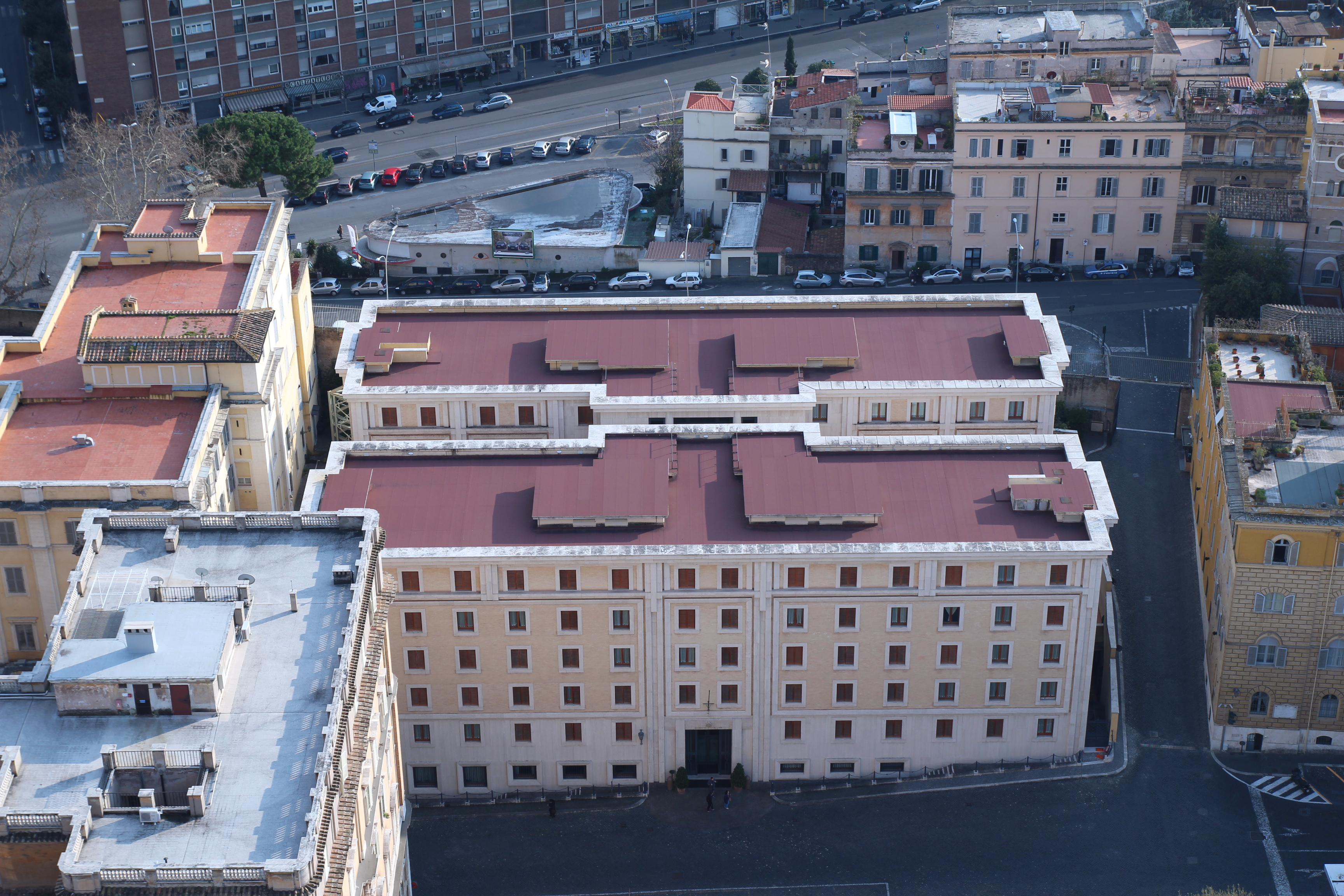
بيت القديسة مرثا كما يبدو من سطح كاتدرائية القديس بطرس.

بيت القديسة مرثا، هو بناء حديث العهد نسبيًا، أنهي ترميمه وأعيد افتتاحه عام 1996، في الفاتيكان، يقع إلى الخلف من كاتدرائية القديس بطرس، ورمم البناء بناءً على طلب البابا يوحنا بولس الثاني ليكون بمثابة نزل وبيت ضيافة للشخصيات التي تزور الكرسي الرسولي، وفندق بالنسبة للكرادلة، واعتبر مقر إقامة الكرادلة الرسمي والإجباري بموجب القانون الكنسي خلال انعقاد المجمع المغلق، وقد اتخذ البابا فرنسيس من أحد غرفه مقرًا لإقامته الابوية بدلاً من القصر الرسولي.
اسم المكان مستوحى من القديسة مرثا، إحدى مضيفات يسوع حسب العهد الجديد.

## الوصف
يتكون المبنى من خمسة طوابق، تحوي 106 جناح، و22 شقة مفردة، ويتم خدمته وإدارته من قبل رهبنة القديس فنسنت. تكلفة الفندق كانت نحو 20 مليون دولار أمريكي، بتصميم من كونيلي لويس، ليكون بذلك أول بناء في الفاتيكان يصممه أمريكي. وفقًا للإعلامية آن ماري غليندنون، فإن بيت القديسة مرثا لا يشبه أحد الفنادق من فئة خمسة نجوم في وسائل الإعلام الغربية، وأنه يمثل وتصميمه متوافق معايير البساطة الرهبانية.

## التاريخ
بني بيت القديسة مرثا كشقة صغيرة عام 1891 خلال إصابة ليون الثالث عشر بمرض الكوليرا، ونصح الأطباء له بالإقامة في حدائق الفاتيكان. خلال الحرب العالمية الثانية، تم توسع البناء واستخدم لاستقبال لاجئين وفقراء وهاربين يهود وسفراء الدول التي أنهت علاقاتها الدبلوماسية فع إيطاليا. كان الكرادلة خلال المجمع المغلق مضطرين للبقاء داخل الكنيسة السيستينية، هي أن البابا يوحنا بلوس الثاني أصدر في 22 فبراير 1996 تعديلاً على قواعد المجعم المغلق، إذ أجبر من خلاله الكرادلة على الإقامة في بيت القديسة مرثا، وغالبًا ما تكون الغرف المخصصة لكل كاردينال بالقرعة. خلال انعقاد المجمع المغلق في بيت القديسة مرثا يتم قطع كافة أجهزة لاتصال وأجهزة التلفزيون والهواتفن وفقًا للقواعد التي تنصّ على أن يكون الكرادلة في انعزال تام عن العالم الخارجي لمنع أي تأثير لا مسوغ له على التصويت.

## الإقامة البابوية
| جزء من سلسلة ثقافة الفاتيكان |
| اللغات • المرأة منتخب كرة القدم • أكاديمية العلوم أكاديمية العلوم الاجتماعية المرصد الفلكي النشيد البابوي الموسيقى • جوقة كنيسة سيستينا المراقب الروماني • مركز تلفزيون الفاتيكان كاتدرائية القديس بطرس • كنيسة سيستينا الميدان • المتاحف • المكتبة الحدائق • الأرشيف • قبر القديس بطرس القصر الرسولي • بيت القديسة مرثا غرف رافاييل • تمثال بيتتا |

في 26 مارس 2013 أعلن الفاتيكان أن البابا فرنسيس لن يتوجه إلى الشقق البابوة في القصر الرسولي، وبدلاً من ذلك سيتم استخادم الجناح 201 من بيت القديسة مررثا، وهي الغرفة التي حصل عليها بالقرعة قبيل المجمع المغلق 2013 الذي أفضى لانتخابه. بذلك يكون البابا فرنسيس هو أول بابا منذ بيوس العاشر لا يقيم في الشقة البابوية في الطابق الثالث من القصر الرسولي منذ 110 سنوات، وقال أنه سيستخدم المكتب البابوي للعمل وللقاء كبار الشخصيات والاجتماعات الهامة، في حين سيقيم ويتناول طعامه في بيت القديسة مرثا.